# سرمه (فیلم ۱۹۶۵)
سرمه (به هندی: Kaajal) فیلمی محصول سال ۱۹۶۵ و به کارگردانی رام ماهشواری است. در این فیلم بازیگرانی همچون مینا کوماری، درمندرا، راج کومار، پادمینی، هلن ایفای نقش کرده‌اند.